# Georg Denzer

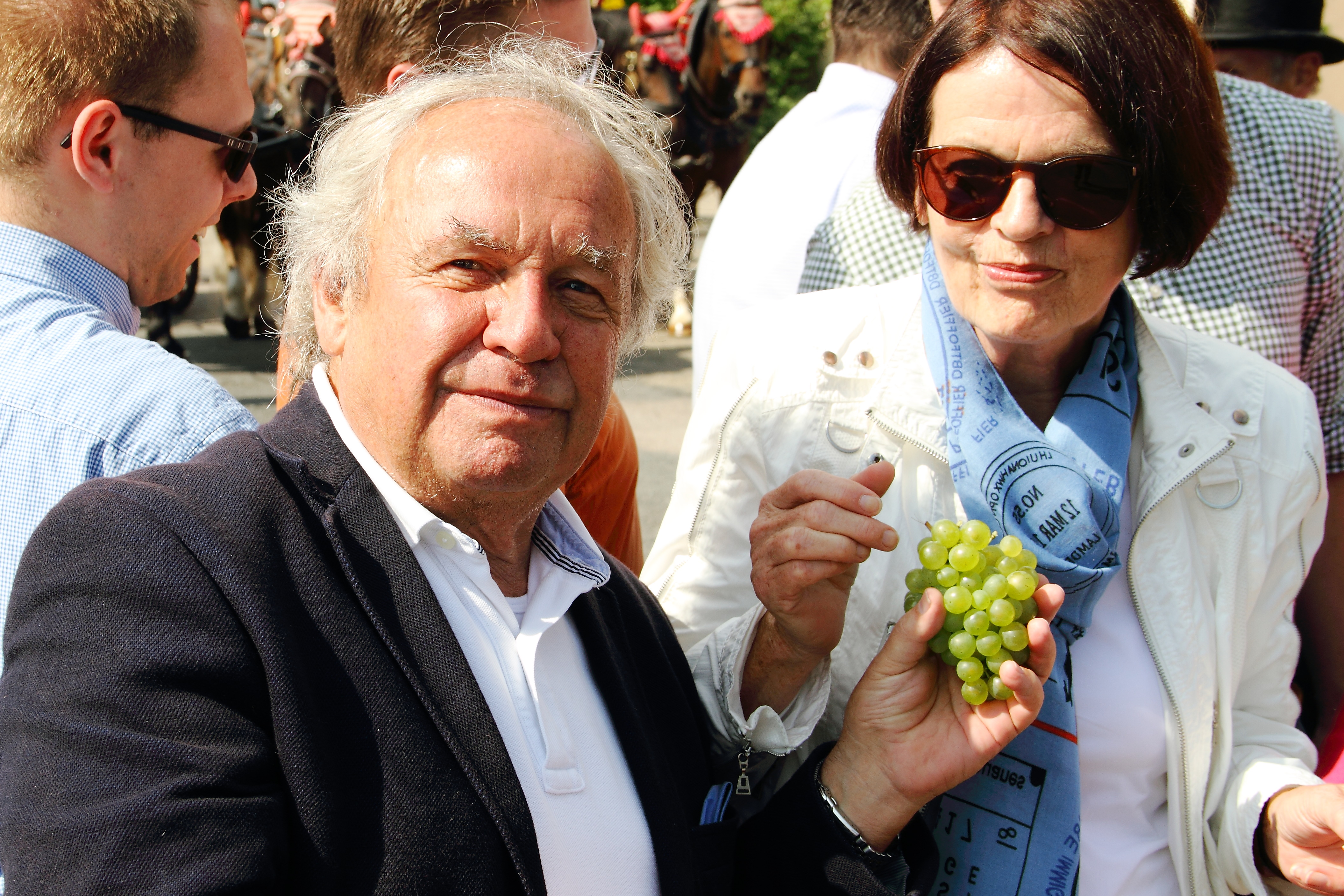
Georg Denzer als Ehrengast der Weikersheimer Kärwe 2017

Georg Denzer (* 7. Februar 1942 in Annweiler am Trifels) ist ein deutscher Kommunalpolitiker der CDU. Er war von 1981 bis 2005 Landrat des Main-Tauber-Kreises.

## Lebenslauf

### Politische Karriere
Denzer wurde am 7. Februar 1942 in Annweiler am Trifels (Rheinland-Pfalz) geboren. Er studierte in Saarbrücken, Tübingen und Heidelberg Jura. Das Referendariat absolvierte er in Heidelberg und Mannheim. Anschließend arbeitete er im Landratsamt des Bodenseekreises, bevor er für ein Jahr ins Bundesministerium des Innern nach Bonn wechselte. Später war Denzer vier Jahre lang als Verwaltungschef der baden-württembergischen Bereitschaftspolizei in Göppingen tätig. Als er dort keine Karrierechancen mehr sah, bewarb er sich als Erster Landesbeamter (als Stellvertreter) und später als Landrat des Main-Tauber-Kreises.
Von 1978 bis 1981 war Denzer als Erster Landesbeamter der Stellvertreter seines Amtsvorgängers Bruno Rühl im Main-Tauber-Kreis, der 1973 aus den Landkreisen Tauberbischofsheim und Mergentheim entstanden war. Am 28. April 1981 wurde er vom Kreistag des Main-Tauber-Kreises mit 42 von 46 Stimmen zum Landrat des Main-Tauber-Kreises gewählt. In seine Amtszeit fiel unter anderem der Bau der Bosch-Teststrecke bei Boxberg, die Sicherung der Taubertalbahn, die Entwicklung der kreiseigenen Berufsschulen zu Schulzentren (in Bad Mergentheim, Tauberbischofsheim und Wertheim) und der Erwerb des Klosters Bronnbach, das unter seiner Federführung in vielfältiger Weise kulturell wiederbelebt wurde. Der Erwerb des Klosters war allerdings umstritten, da der Kreistag hierfür 1,9 Mio. DM genehmigen musste. Für die entscheidende Abstimmung bestellte Denzer daher ein Fernsehteam des SWR ein, um Druck auf die Kreisräte aufzubauen. Denzer kommentierte den Vorgang mit den Worten: „So haben sie notgedrungen Ja gesagt, weil keiner als Kulturbanause dastehen wollte.“
Bei der Fronleichnamsflut am 21. Juni 1984 musste von Landrat Denzer der erste und bisher einzige Katastrophenalarm im Main-Tauber-Kreis ausgelöst werden.
Im Jahre 2005 ging Denzer nach 24 Jahren als Landrat des Main-Tauber-Kreises in den Ruhestand.
Denzer ist derzeit als Berater für die Westfrankenbahn, den Heeresflugplatz Niederstetten, und Ebm-papst in Mulfingen tätig. Daneben ist er bei der Sport Marketing Tauberbischofsheim GmbH im Aufsichtsrat und Mitglied im Landwirtschaftlichen Maschinenring.
Ferner war er Bioenergiebotschafter bei der Bioenergie-Region Hohenlohe-Odenwald-Tauber GmbH, die sich nach eigenen Angaben in Liquidation befindet.
Seit August 2023 ist Denzer erster Vorsitzender des Freundeskreis Kloster Bronnbach e.V.

### Sonstiges
Denzer ist verheiratet und hat einen Sohn.

## Schriften
- (Hrsg.): Kloster Bronnbach: Archivverbund Main-Tauber, Umbau des ehemaligen Klosterspitals. Verlag Fränkische Nachrichten, 1992, 65 Seiten.
- (Hrsg.): Kloster Bronnbach: Forschungsgemeinschaft Technisches Glas, Umbau des ehemaligen Stallgebäudes. Landratsamt Main-Tauber-Kreis, 1993, 71 Seiten.
- (Hrsg.): Kloster Bronnbach: Konservierung der barocken Altäre und Restaurierung der Schlimbachorgel.Landratsamt Main-Tauber-Kreis, 1994. 83 Seiten.